# Cuangoblemma machadoi
Cuangoblemma machadoi is een spinnensoort in de taxonomische indeling van de Tetrablemmidae.
Het dier behoort tot het geslacht Cuangoblemma. De wetenschappelijke naam van de soort werd voor het eerst geldig gepubliceerd in 1974 door Brignoli.